# Campionati statunitensi di sci alpino 2016
I Campionati statunitensi di sci alpino 2016 si sono svolti a Sun Valley dal 22 al 27 marzo. Il programma ha incluso gare di supergigante, slalom gigante, slalom speciale e combinata, tutte sia maschili sia femminili.
Trattandosi di competizioni valide anche ai fini del punteggio FIS, vi hanno partecipato anche sciatori di altre federazioni, senza che questo consentisse loro di concorrere al titolo nazionale statunitense. 

## Risultati

### Uomini

#### Supergigante
| Pos. | Atleta              | Nazione      | Tempo   |
| ---- | ------------------- | ------------ | ------- |
| 1    | Tim Jitloff         | Stati Uniti  | 1:18,06 |
| 2    | Ryan Cochran-Siegle | Stati Uniti  | 1:18,67 |
| 3    | Erik Arvidsson      | Stati Uniti  | 1:18,93 |
| 4    | Samuel Dupratt      | Stati Uniti  | 1:19,07 |
| 5    | Nicholas Krause     | Stati Uniti  | 1:19,10 |
| 6    | David Chodounsky    | Stati Uniti  | 1:19,12 |
| 7    | River Radamus       | Stati Uniti  | 1:19,38 |
| 8    | Jack Gower          | Regno Unito  | 1:19,65 |
| 9    | Dean Travers        | Isole Cayman | 1:19,69 |
| 10   | Tanner Farrow       | Stati Uniti  | 1:19,76 |

Data: 24 marzo

Località: Sun Valley

Ore: 10.00 (UTC-7)

Pista: 

Partenza: 2 457 m s.l.m.

Arrivo: 1 837 m s.l.m.

Dislivello: 620 m

Tracciatore: John McBride

#### Slalom gigante
| Pos. | Atleta               | Nazione     | Tempo   |
| ---- | -------------------- | ----------- | ------- |
| 1    | Kieffer Christianson | Stati Uniti | 2:16,62 |
| 2    | Ryan Cochran-Siegle  | Stati Uniti | 2:17,45 |
| 3    | Erik Read            | Canada      | 2:18,68 |
| 4    | Brennan Rubie        | Stati Uniti | 2:18,80 |
| 5    | Tommy Ford           | Stati Uniti | 2:19,48 |
| 6    | Hig Roberts          | Stati Uniti | 2:19,82 |
| 7    | Giulio Bosca         | Italia      | 2:20,67 |
| 8    | Kevyn Read           | Canada      | 2:21,62 |
| 9    | Drew Duffy           | Stati Uniti | 2:21,70 |
| 10   | Tanner Farrow        | Stati Uniti | 2:21,91 |

Data: 26 marzo

Località: Sun Valley

1ª manche:

Ore: 9.30 (UTC-7)

Pista: 

Partenza: 2 229 m s.l.m.

Arrivo: 1 829 m s.l.m.

Dislivello: 400 m

Tracciatore: Dane Spencer

2ª manche:

Ore: 12.30 (UTC-7)

Pista: 

Partenza: 2 229 m s.l.m.

Arrivo: 1 829 m s.l.m.

Dislivello: 400 m

Tracciatore: Peter Dodge

#### Slalom speciale
| Pos. | Atleta           | Nazione     | Tempo   |
| ---- | ---------------- | ----------- | ------- |
| 1    | David Chodounsky | Stati Uniti | 1:43,47 |
| 2    | Robby Kelley     | Stati Uniti | 1:45,83 |
| 3    | Michael Ankeny   | Stati Uniti | 1:46,36 |
| 4    | Mark Engel       | Stati Uniti | 1:46,52 |
| 5    | Andrew McNealus  | Stati Uniti | 1:48,20 |
| 6    | Brennan Rubie    | Stati Uniti | 1:48,54 |
| 7    | Carl-Johan Öster | Svezia      | 1:49,31 |
| 8    | Thomas Woolson   | Stati Uniti | 1:49,32 |
| 9    | Jack Keane       | Stati Uniti | 1:50,03 |
| 9    | Tucker Marshall  | Stati Uniti | 1:50,03 |

Data: 25 marzo

Località: Sun Valley

1ª manche:

Ore: 10.30 (UTC-7)

Pista: 

Partenza: 2 029 m s.l.m.

Arrivo: 1 829 m s.l.m.

Dislivello: 200 m

Tracciatore: Ian Lochhead

2ª manche:

Ore: 13.30 (UTC-7)

Pista: 

Partenza: 2 029 m s.l.m.

Arrivo: 1 829 m s.l.m.

Dislivello: 200 m

Tracciatore: Jim Farrell

#### Combinata
| Pos. | Atleta               | Nazione     | Tempo   |
| ---- | -------------------- | ----------- | ------- |
| 1    | Brennan Rubie        | Stati Uniti | 2:01,76 |
| 2    | Kieffer Christianson | Stati Uniti | 2:03,22 |
| 3    | Hig Roberts          | Stati Uniti | 2:04,00 |
| 4    | Ryan Cochran-Siegle  | Stati Uniti | 2:04,04 |
| 5    | Thomas Woolson       | Stati Uniti | 2:04,10 |
| 6    | Michael Ankeny       | Stati Uniti | 2:04,50 |
| 7    | River Radamus        | Stati Uniti | 2:04,64 |
| 8    | Drew Duffy           | Stati Uniti | 2:04,74 |
| 9    | Bryce Bennett        | Stati Uniti | 2:04,82 |
| 10   | Kipling Weisel       | Stati Uniti | 2:05,20 |

Data: 22 marzo

Località: Sun Valley

1ª manche:

Ore: 10.00 (UTC-7)

Pista: 

Partenza: 2 457 m s.l.m.

Arrivo: 1 837 m s.l.m.

Dislivello: 620 m

Tracciatore: Pat Savaria

2ª manche:

Ore: 13.00 (UTC-7)

Pista: 

Partenza: 

Arrivo: 

Dislivello: 

Tracciatore: Michael Day

### Donne

#### Supergigante
| Pos. | Atleta             | Nazione     | Tempo   |
| ---- | ------------------ | ----------- | ------- |
| 1    | Anna Marno         | Stati Uniti | 1:14,04 |
| 2    | Laurenne Ross      | Stati Uniti | 1:14,32 |
| 3    | Patricia Mangan    | Stati Uniti | 1:14,67 |
| 4    | Megan McJames      | Stati Uniti | 1:14,97 |
| 5    | Alice Merryweather | Stati Uniti | 1:15,16 |
| 6    | Stacey Cook        | Stati Uniti | 1:15,17 |
| 7    | Sarah Schleper     | Messico     | 1:15,30 |
| 8    | Galena Wardle      | Stati Uniti | 1:15,32 |
| 9    | Nina O'Brien       | Stati Uniti | 1:15,71 |
| 10   | Nellie Rose Talbot | Stati Uniti | 1:15,74 |

Data: 24 marzo

Località: Sun Valley

Ore: 13.30 (UTC-7)

Pista: 

Partenza: 2 377 m s.l.m.

Arrivo: 1 837 m s.l.m.

Dislivello: 540 m

Tracciatore: Alberto Senigagliesi

#### Slalom gigante
| Pos. | Atleta                | Nazione     | Tempo   |
| ---- | --------------------- | ----------- | ------- |
| 1    | Mikaela Shiffrin      | Stati Uniti | 2:17,36 |
| 2    | Resi Stiegler         | Stati Uniti | 2:18,09 |
| 3    | Megan McJames         | Stati Uniti | 2:18,56 |
| 4    | Sarah Schleper        | Messico     | 2:19,33 |
| 5    | Tonje Healey Trulsrud | Norvegia    | 2:19,50 |
| 6    | Ann-Kathrin Brüning   | Germania    | 2:19,79 |
| 7    | Stacey Cook           | Stati Uniti | 2:19,87 |
| 8    | Stephanie Lebby       | Stati Uniti | 2:19,93 |
| 9    | Cecily Decker         | Stati Uniti | 2:20,03 |
| 10   | Courtney Altringer    | Stati Uniti | 2:20,46 |

Data: 27 marzo

Località: Sun Valley

1ª manche:

Ore: 10.00 (UTC-7)

Pista: 

Partenza: 2 229 m s.l.m.

Arrivo: 1 829 m s.l.m.

Dislivello: 400 m

Tracciatore: Richard Dyksterhouse

2ª manche:

Ore: 13.00 (UTC-7)

Pista: 

Partenza: 2 229 m s.l.m.

Arrivo: 1 829 m s.l.m.

Dislivello: 400 m

Tracciatore: Jeff Pickering

#### Slalom speciale
| Pos. | Atleta              | Nazione     | Tempo   |
| ---- | ------------------- | ----------- | ------- |
| 1    | Mikaela Shiffrin    | Stati Uniti | 1:46,56 |
| 2    | Lila Lapanja        | Stati Uniti | 1:53,29 |
| 3    | Roni Remme          | Canada      | 1:53,46 |
| 4    | Anne-Solène Brégou  | Svizzera    | 1:53,84 |
| 5    | Sofija Novoselić    | Croazia     | 1:53,94 |
| 6    | Ann-Kathrin Brüning | Germania    | 1:54,37 |
| 7    | Stephanie Lebby     | Stati Uniti | 1:54,59 |
| 8    | Patricia Mangan     | Stati Uniti | 1:55,02 |
| 9    | Courtney Altringer  | Stati Uniti | 1:56,75 |
| 10   | Breezy Johnson      | Stati Uniti | 1:57,68 |

Data: 25 marzo

Località: Sun Valley

1ª manche:

Ore: 9.00 (UTC-7)

Pista: 

Partenza: 2 029 m s.l.m.

Arrivo: 1 829 m s.l.m.

Dislivello: 200 m

Tracciatore: Karin Harjo

2ª manche:

Ore: 12.00 (UTC-7)

Pista: 

Partenza: 2 029 m s.l.m.

Arrivo: 1 829 m s.l.m.

Dislivello: 200 m

Tracciatore: Ian Dunlop

#### Combinata
| Pos. | Atleta             | Nazione     | Tempo   |
| ---- | ------------------ | ----------- | ------- |
| 1    | Galena Wardle      | Stati Uniti | 2:04,44 |
| 2    | Megan McJames      | Stati Uniti | 2:04,46 |
| 3    | Patricia Mangan    | Stati Uniti | 2:04,82 |
| 4    | Jacqueline Wiles   | Stati Uniti | 2:04,87 |
| 5    | Anna Marno         | Stati Uniti | 2:05,70 |
| 6    | Nellie Rose Talbot | Stati Uniti | 2:05,79 |
| 7    | Nina O'Brien       | Stati Uniti | 2:06,13 |
| 8    | Haley Cutler       | Stati Uniti | 2:06,85 |
| 9    | Breezy Johnson     | Stati Uniti | 2:07,06 |
| 10   | Abby Ghent         | Stati Uniti | 2:07,38 |

Data: 23 marzo

Località: Sun Valley

1ª manche:

Ore: 10.00 (UTC-7)

Pista: 

Partenza: 2 377 m s.l.m.

Arrivo: 1 837 m s.l.m.

Dislivello: 540 m

Tracciatore: Frank Kelble

2ª manche:

Ore: 13.00 (UTC-7)

Pista: 

Partenza: 

Arrivo: 

Dislivello: 

Tracciatore: Thomas Erhard